# 848 Inna
848 Inna
848 Inna là một tiểu hành tinh ở vành đai chính, thuộc nhóm tiểu hành tinh Themis. Nó được xếp loại tiểu hành tinh kiểu C, có bề mặt tối, và thành phần cấu tạo có thể bằng vật liệu cacbonat.
Tiểu hành tinh này do G. N. Neujmin phát hiện ngày 5.9.1915 ở Simeiz (Krym, Ukraina), và được đặt theo tên 	Inna Nikolaevna Leman-Balanovskaya, nhà thiên văn học người Nga.